# Lepanthopsis cucullata
Lepanthopsis cucullata är en orkidéart som beskrevs av Donald Dungan Dod. Lepanthopsis cucullata ingår i släktet Lepanthopsis och familjen orkidéer.
Artens utbredningsområde är Haiti. Inga underarter finns listade i Catalogue of Life.